# Mercedes-Benz W07
Mercedes-Benz 770 var en lyxbil, tillverkad av den tyska biltillverkaren Mercedes-Benz mellan 1930 och 1938.
På Bilsalongen i Paris hösten 1930 presenterade Mercedes-Benz sitt flaggskepp 770, avsedd att konkurrera med de största modellerna från Horch och Maybach. Bilen var ytterst konservativ till konstruktionen, byggd på en kraftig lådbalksram med stela axlar upphängda i längsgående bladfjädrar och mekaniska bromsar. Motorn var en rak åtta med stötstänger som kunde utrustas med en Roots-kompressor. Kompressorn kopplades in först när gaspedalen trycktes i botten och var bara avsedd att ge extra kraft vid exempelvis omkörningar. Mercedes-Benz var mycket tydliga med att kompressorn bara fick användas under max 30 sekunder, därefter kunde motor och kraftöverföring ta skada av den ökade kraften. Motoreffekten angavs med två siffror: 150 hk utan överladdning och 200 hk med kompressorn inkopplad. Endast 13 bilar såldes utan kompressor.
Bilen, avsedd främst för kungligheter och statschefer, var mycket dyr. Inköpspriset började på 29 500 Reichsmark vilket gjorde att endast ett fåtal privatpersoner hade råd med den. Pullman-versionen kostade 38 000 RM, cabriolet-modellen upp till 44 500 RM.

## Motor
| Modell | Motor                    | Cylindervolym | Effekt     | Bränslesystem               |
| ------ | ------------------------ | ------------- | ---------- | --------------------------- |
| 770    | M07: 8-cyl radmotor ohv  | 7655 cm³      | 150 hk     | Enkel förgasare             |
| 770 K  | M07K: 8-cyl radmotor ohv | 7655 cm³      | 150/200 hk | Enkel förgasare, kompressor |

## Tillverkning
| Modell | Antal |
| ------ | ----- |
| 770    | 117   |